# جفری گیتمن
جفری گیتمن (انگلیسی: Jeffrey Gettleman؛ زادهٔ ۲۲ ژوئیهٔ ۱۹۷۱) روزنامه‌نگار اهل ایالات متحده آمریکا است.